# Jordi Juan i Raja
Jordi Juan i Raja (L'Hospitalet de Llobregat, 13 d'agost de 1963) és un periodista català, director de La Vanguardia des del 1r de març del 2020.

## Trajectòria
Llicenciat en Ciències de la Informació a la Universitat Autònoma de Barcelona l'any 1987, va cursar els estudis de doctorat a la Facultat de Ciències de la Informació Blanquerna, de la Universitat Ramon Llull de Barcelona. A la dècada de 1980, va exercir com a redactor a Diario de Barcelona, Avui, El Periódico de Catalunya, El País, El Observador i La Vanguardia. El 2000 és nomenat redactor en cap de Societat i Vivir i el 2002 és nomenat subdirector d'informació del diari fins al 2007, moment en què és ascendit a director adjunt de La Vanguardia, càrrec que ocuparà fins al 2009. Va ser director de relacions institucionals i comunicació a l'aerolínia Spanair de 2009 fins a 2012. Des de setembre de 2011 fins a març de 2013 dirigeix l'agència de comunicació InterMèdia. L'abril del 2013 funda l'agència de comunicació Vitamine. El 2015 torna a La Vanguardia com a director de continguts de l'edició digital del diari i vicedirector del diari. Jordi Juan va ser professor de redacció periodística en la Facultat de Ciències de la Comunicació Blanquerna de la Universitat Ramon Llull entre 1997 i 2006.
El 28 de febrer de 2020 el president editor del Grup Godó, Javier Godó, va anunciar-ne el nomenament com a director de La Vanguardia, nomenament que fou estatutàriament ratificat per la redacció amb un 77% de vots favorables.